# Elite Ice Hockey League 2014/15
Die Saison 2014/15 war die zwölfte Spielzeit der Elite Ice Hockey League, der höchsten britischen Eishockeyspielklasse. Erster der regulären Saison und damit britischer Meister wurden die Vorjahressieger der Playoffs, die Sheffield Steelers, die in diesem Jahr im Playofffinale jedoch dem Hauptrundensechsten Coventry Blaze unterlagen.

## Modus
In der regulären Saison absolvierte jede der zehn Mannschaften insgesamt 52 Spiele. Der Erstplatzierte wurde Britischer Meister. Die acht bestplatzierten Mannschaften qualifizierten sich für die Playoffs, in denen der Playoff-Sieger ausgespielt wurde. Für einen Sieg nach regulärer Spielzeit und nach Overtime erhielt jede Mannschaft zwei Punkte, für eine Niederlage nach Overtime bzw. Shootout einen Punkt und für eine Niederlage nach der regulären Spielzeit null Punkte.

## Reguläre Saison

### Tabelle
| Platz | Mannschaft          | Spiele | S  | SOP | NOP | N  | Tore    | Punkte |
| ----- | ------------------- | ------ | -- | --- | --- | -- | ------- | ------ |
| 1.    | Sheffield Steelers  | 52     | 30 | 5   | 4   | 13 | 193:134 | 74     |
| 2.    | Braehead Clan       | 52     | 33 | 2   | 3   | 14 | 190:136 | 73     |
| 3.    | Cardiff Devils      | 52     | 29 | 5   | 4   | 14 | 210:151 | 72     |
| 4.    | Nottingham Panthers | 52     | 24 | 5   | 7   | 16 | 166:141 | 65     |
| 5.    | Belfast Giants      | 52     | 25 | 2   | 5   | 20 | 177:148 | 59     |
| 6.    | Coventry Blaze      | 52     | 17 | 7   | 3   | 25 | 127:145 | 51     |
| 7.    | Hull Stingrays      | 52     | 16 | 4   | 9   | 23 | 154:192 | 49     |
| 8.    | Fife Flyers         | 52     | 18 | 4   | 2   | 28 | 170:180 | 46     |
| 9.    | Edinburgh Capitals  | 52     | 13 | 7   | 6   | 26 | 135:215 | 46     |
| 10.   | Dundee Stars        | 52     | 7  | 7   | 5   | 33 | 123:203 | 33     |

Sp = Spiele, S = Siege, N = Niederlagen, SOP = Sieg nach Overtime/Penalty, NOP = Niederlage nach Overtime/Penalty

## Playoffs

### Halbfinale
|  | Sheffield Steelers D. Hay (34:51) C. Fretter (37:51) M. Roy (59:56) | 3:2 | Hull Stingrays E. Galbraith (31:41) C. Tanaka (48:40) |  |

|  | Belfast Giants J. Mason (11:21) J. Tendler (41:52) | 2:3 n. P. | Coventry Blaze J. Dacosta (11:50) R. Sawada (29:15) ? (PS) |  |

### Spiel um Platz 3
|  | Hull Stingrays C. Tanaka (3:31) D. Osman (12:43) D. Osman (24:00) E. Galbraith (34:02) B. Jamison (39:07) E. Galbraith (49:52) | 6:8 | Belfast Giants D. Lloyd (14:38) A. Keefe (18:12) N. Robinson (22:29) C. Shields (32:43) D. Lloyd (37:40) N. Robinson (54:39) A. Keefe (55:04) M. McCutcheon (56:51) |  |

### Finale
|  | Sheffield Steelers M. Roy (43:26) M. Roy (46:03) | 2:4 | Coventry Blaze S. Goertzen (3:01) J. Tendler (20:29) R. Venus (29:17) A. Tait (30:44) |  |